# Westerkerk (Amsterdam)
Pour les articles homonymes, voir Westerkerk.
La Westerkerk (en néerlandais : « église de l'Ouest ») est une église protestante néerlandaise située à Amsterdam, dans le district de Centrum. Bâtie entre le Prinsengracht et Keizersgracht, elle est l'un des points de repère les plus connus du Grachtengordel.

## Histoire

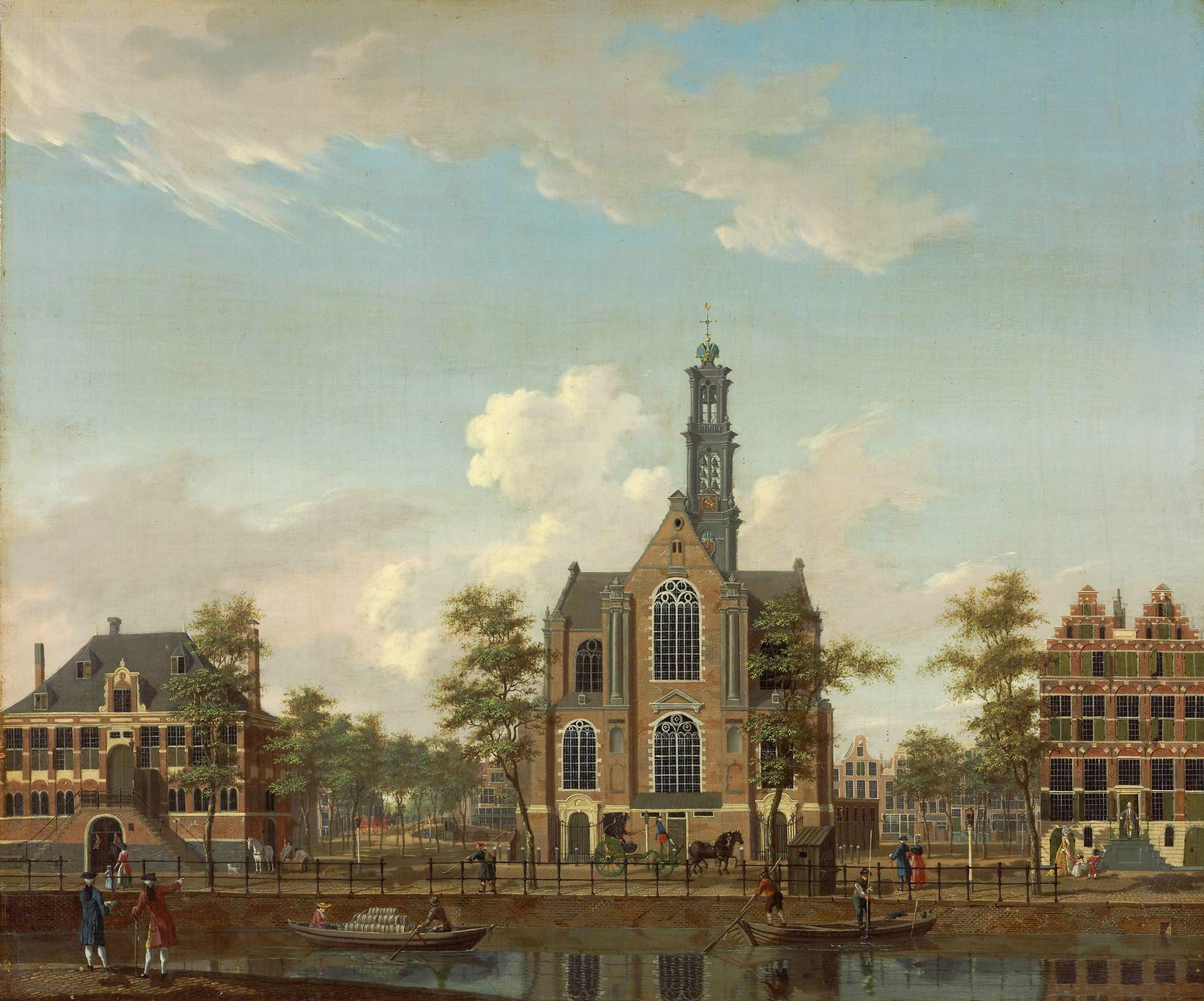
La Westerkerk, peinte en 1778 depuis la rive orientale du Keizersgracht.

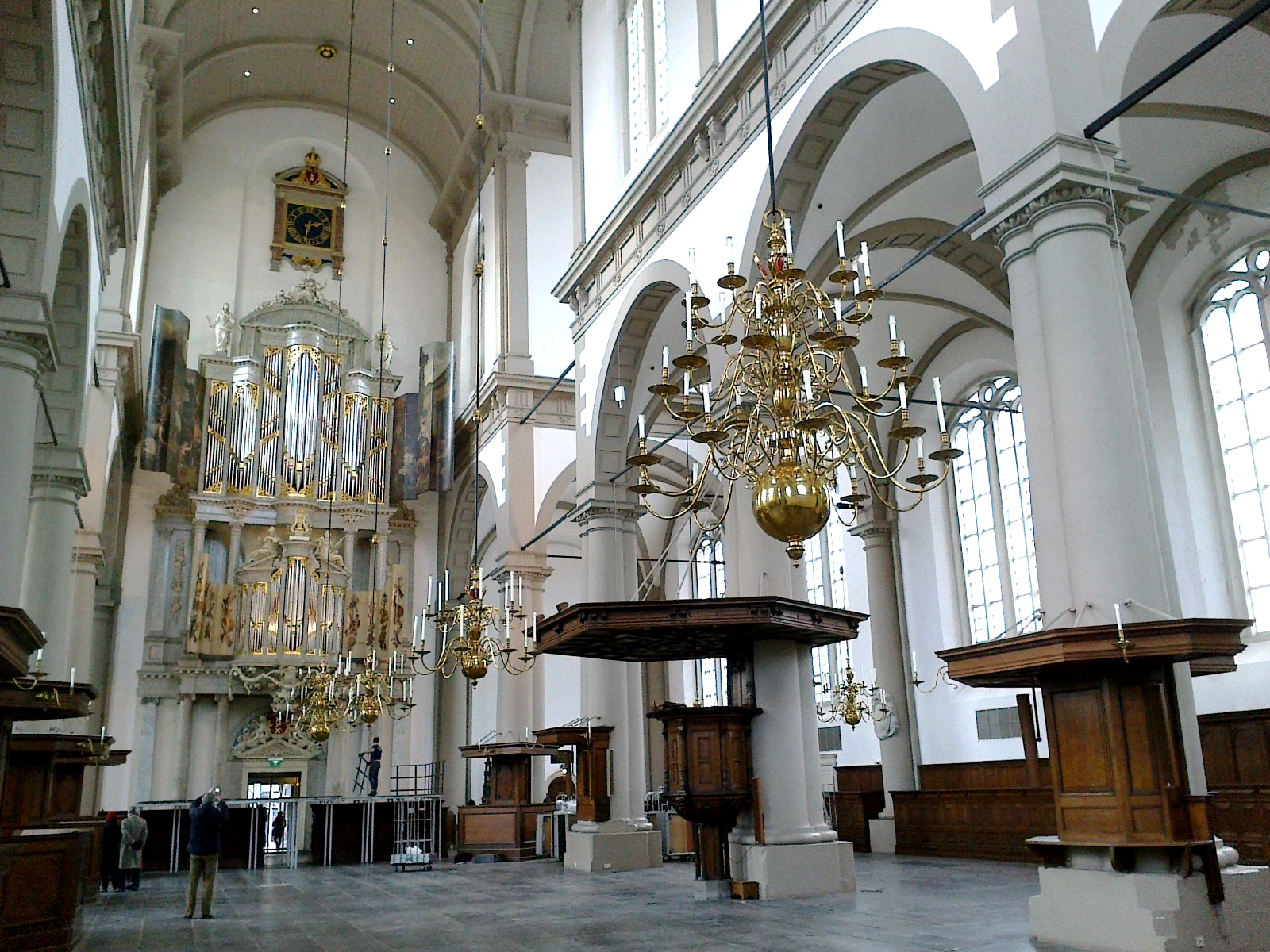
Intérieur de la Westerkerk.

Lorsque la construction de nouvelles églises est rendue nécessaire par la croissance de la ville, quatre nouveaux lieux de culte, référés aux quatre points cardinaux, sont érigés à Amsterdam. La Westerkerk est construite selon les plans de l'architecte municipal Hendrick de Keyser, également architecte de la Noorderkerk. La construction de la Westerkerk commence en 1620, et se poursuit jusqu'en 1631, année de son inauguration.
Le clocher, bâti sur la tour de l'église (connue en néerlandais en tant que Westertoren), culmine à 85 mètres. Il est célèbre par la couronne de l'empereur Maximilien Ier d’Autriche qui le ceint et par son carillon, joué à la main sur des cloches réalisées par François Hemony en 1648. Il sonne plusieurs fois par jour ; l'un des deux orgues de l'église est exclusivement réservé à l'accompagnement des œuvres de Jean-Sébastien Bach.
L'église est construite en forme de croix double dans un style de renaissance néerlandaise (alliance de briques et de pierres). Ses dimensions sont de 48 mètres de long, 28 mètres de large et 27,5 mètres de haut (jusqu'à la voûte). L'église ayant été commandée par la commune d'Amsterdam, elle arbore les armes de la ville (un triple X) en de nombreux endroits.

## Personnalités en lien avec la Westerkerk
La Maison Anne Frank est située dans l'immédiat voisinage de la Westerkerk, et Anne Frank, dans son Journal, évoque les cloches de l'église. Une statue de la jeune fille, réalisée par le sculpteur Mari Andriessen (en), est au sud de l'église, Les peintres Hobbema, Rembrandt, et son fils Titus van Rijn, sont enterrés dans l'église, bien que la localisation exacte de la tombe de Rembrandt soit inconnue. La princesse Beatrix épouse le prince Claus dans la Westerkerk le 10 mars 1966.